# إدوارد زين
إدوارد زين هو مهندس وسياسي أمريكي، ولد في 30 يوليو 1877، وتوفي في 19 مايو 1920. انتخب عضو جمعية ولاية ويسكونسن ‏.